# Памятник Джону Гарварду
Джон Гарвард — бронзовая скульптура в исполнении Даниэля Честера Френча в Гарвардском дворе, Кембридж, штат Массачусетс, в память о проповеднике Джоне Гарварде (1607—1638 гг.), который на смертном одре завещал средства и книги недавно установленной «школе или колледжу» в колонии Массачусетского залива, которые были приняты с большой благодарностью; впоследствии законодательным собранием было принято решение, что «колледж, ранее предполагавшийся как Кембридж, будет назван Гарвардский колледж».
Поскольку не было никаких свидетельств о том, как выглядел Джон Гарвард, Френч использовал в качестве прототипа студента из Гарварда, который приходился родственником одному из первых президентов этого учебного заведения.
Надпись на памятнике, которая гласит: ДЖОН ГАРВАРД • ОСНОВАТЕЛЬ • 1638, стала предметом серьёзной полемики, и посетителям Гарвардского двора традиционно рассказывают, достоин ли Джон Гарвард звания основателя этого университета.
По словам гарвардского официального представителя, учреждение колледжа — это дело рук не одного человека, но многих, и поэтому Джон Гарвард считается не единственным, но одним из основателей этого учебного заведения, хотя своевременность и щедрость его вклада сделали его самым почетным из них.
Туристы нередко потирают носок левого ботинка Джона Гарварда на удачу, ошибочно полагая, что это — традиция гарвардских студентов.

## Композиция

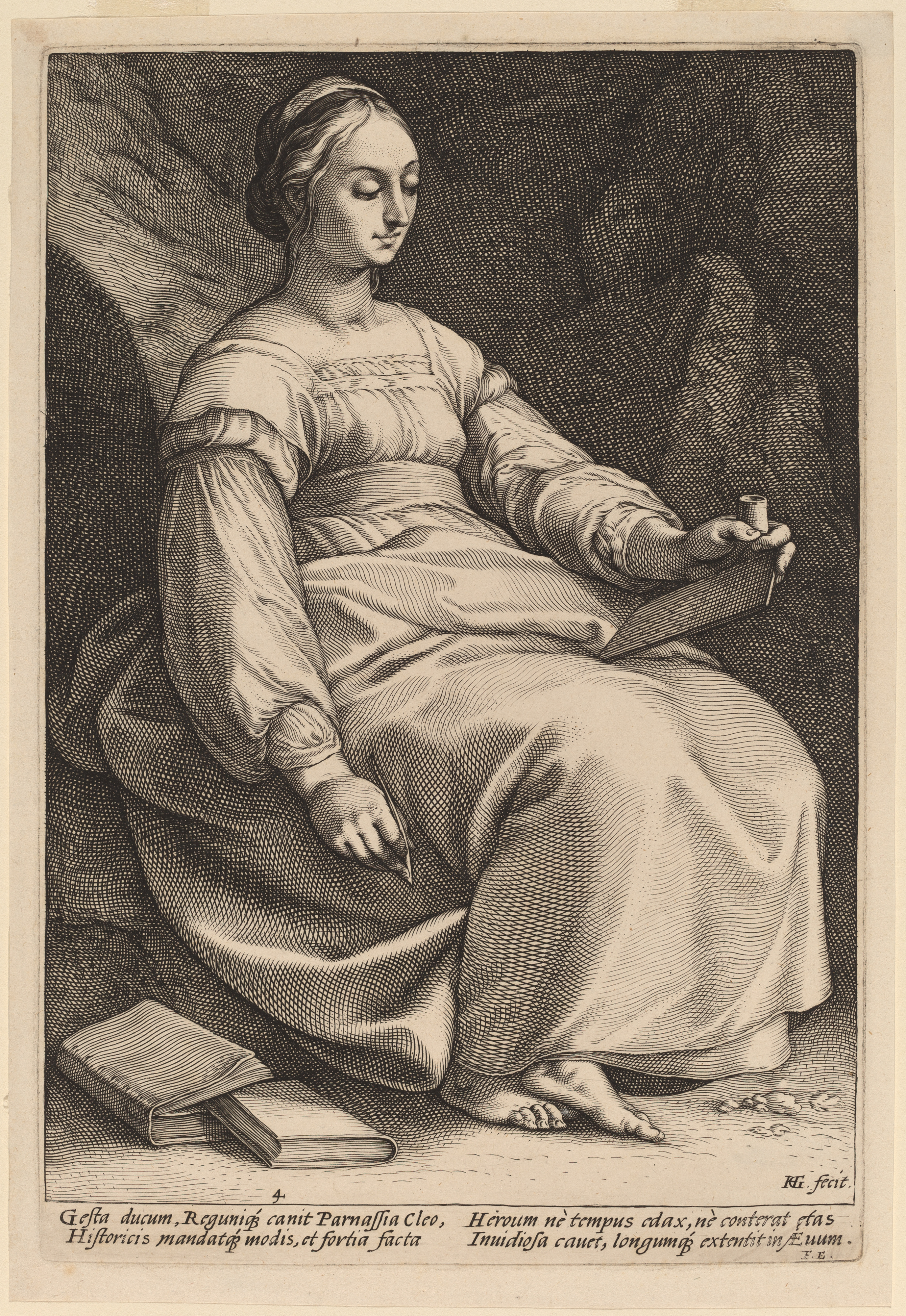
Клио, работа Генриха Гольциуса

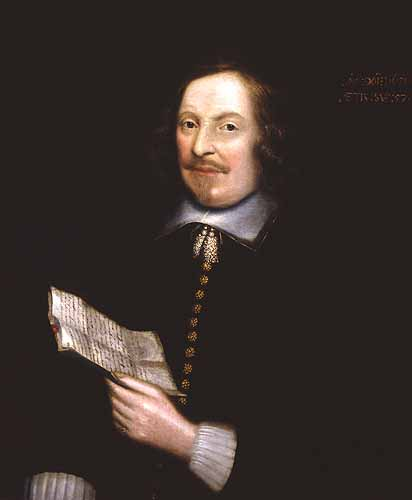
Портрет губернатора Плимутской колонии Эдвард Уинслоу

«Нью-Йорк Таймс» так описала монумент при его открытии:
Молодой священник изображен сидящим, держа открытую [книгу] на колене. На нем надет простой костюм семнадцатого века..., туфли, длинные чулки, свободные бриджи до колен и подпоясанная туника, а длинное пальто, откинутое назад, ниспадает широкими, живописными складками.
В подарок колледжу Джон Гарвард оставил 780 фунтов и, что более важно, свою 400-томную библиотеку с научными книгами:
Частично под креслом лежит стопка книг, которые можно легко достать рукой.
То, что Джон Гарвард умер от туберкулеза в возрасте примерно тридцати лет, это было практически единственной информацией, известной о нём во время создания монумента.
Историк Лорел Ульрих говорит о том, что общая композиция Джона Гарварда, возможно, была навеяна гравюрой Клио Хендрика Гольциуса и что воротник, пуговицы, кисточки на рубашке и усы, вероятно, были позаимствованы у портрета губернатора Плимутской колонии Эдварда Уинслоу.

## История
27 июня 1883 года на обеде в честь выпускников Гарварда было зачитано письмо от «щедрого благотворителя, генерала Сэмюэля Джеймса Бриджа, приемного выпускника колледжа», который предложил «идеальный монумент в бронзе, в память о нашем основателе, преподобном Джоне Гарварде, который будет создан Даниэлем С. Френчем из Конкорда… Я уверен, что он будет готов к установке 1 июня 1886 года».
Бридж назвал монумент «идеальным», потому что тогда (как и сейчас) ничего не было известно о том, как выглядел Джон Гарвард; таким образом, когда Френч начал работать в сентябре, он использовал студента Гарварда Шермана Хоэра как вдохновение для лица памятника. «В поисках типажа первых, кто пришёл на наши берега, — писал он, — я выбрал их прямого потомка для своей модели по общей структуре лица. У него есть больше того, что мне нужно, чем у кого-либо, кого я знаю». (По линии своего отца Эбензера Роквуда Хоэра — председателя Попечительского совета Гарвардского университета Шерман Хоэр был потомком брата четвёртого президента Гарвардского университета Леонарда Хоэра, а также Роджера Шермана, подписавшего Декларацию независимости Соединенных Штатов и Конституцию Соединенных Штатов.)
Этот наказ сильно влиял на Френча, даже когда работа над монументом приближалась к завершению. «Меня иногда пугает важность этой работы. Это тема, которая бывает лишь раз в жизни, — писал скульптор, который тридцать лет спустя создаст памятник Аврааму Линкольну для Мемориала Линкольна — и неудача была бы непростительной. Как правило, мой макет выглядит довольно хорошо, но бывают и непростые дни».
Окончательный макет была готов в мае следующего года и отлит в бронзе компанией по изготовлению бронзовых изделий Генри Боннара в течение следующих нескольких месяцев. По сообщениям, стоимость составила более 20 000 долларов.
Установленный монумент «мечтательно глядел в западную часть неба», по словам президента Гарвардского университета Чарльза Элиота, в западной части Мемориального зала в городском квартале, тогда известном как Дельта. 15 октября 1884 года, торжественно открывая памятник, Эллис рассказал историю жизни Джона Гарварда, «который так загадочно проходит через страницу нашей ранней истории».

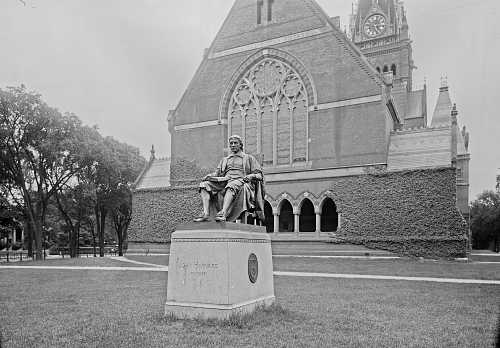
Изначальное место к западу от Мемориального зала

В 1920 году Френч написал президенту Гарварда Эбботу Лоуренсу Лоуэллу, с пожеланием передвинуть монумент; в 1924 году он был перемещен из Мемориального зала (в то время столовой колледжа) к его текущему местоположению на западной стороне Университетского зала Гарвардского двора, напротив Гарвардского зала, Массачусетского зала и Джонстонских ворот.
Примерно в 1990-х годах экскурсоводы стали поощрять посетителей следовать несуществующей «студенческой традиции»: потрать носок левого ботинка Джона Гарварда на удачу, и сейчас, в то время как статуя в целом потемнела от времени, носок ботинка «сияет почти пульсирующе ярко, как будто от мучительного воспаления бронзы». Тем не менее, студенты последнего курса по традиции, когда они идут на выпускную церемонию, снимают шапки, проходя мимо монумента.
Статуя изображена на почтовой марке Джона Гарварда, выпущенной почтовой службой США 1986 года (в рамках серии «Великие американцы»).

## Печати и надписи
Факты, касающиеся отношения Джона Гарварда
к основанию колледжа... полностью поддерживают
надпись на его монументе. Здесь нет никаких мифов.Джером Дейвис Грин
6-футовый гранитный пьедестал монумента — работа бостонского архитектора Чарльза Говарда Уокера. На его южной стороне (сторона справа от зрителя), в бронзе, находится печать альма-матер Джона Гарварда, Эммануил-колледжа Кембриджского университета; на северной стороне находится то, что Эллис назвал «самым удачно выбранным из всех подобных приёмов: три открытые книги и истина Гарварда». Ученик одного учреждения был основателем другого, перенося обучение из своего иностранного дома в это когда-то дикое место". На задней стороне написано: Передано Сэмюэлем Джеймсом Бриджем 17 июня 1883 г.
На передней панели постамента написано (буквы изначально были позолочены): ДЖОН ГАРВАРД • ОСНОВАТЕЛЬ •1638. Посетители едва успевают прочитать эти слова, как им экскурсовод сообщает, что это «Статуя трёх неправд», потому что:
• монумент не похож на Джона Гарварда;
• Генеральное законодательное собрание колонии Массачусетского залива, а не Джон Гарвард, изначально проголосовало за то, чтобы выделить 400 фунтов школе или колледжу, опередив Джона Гарварда в роли основателя;
• собрание проголосовало в 1636 году, а не в 1638, как написано на постаменте — это дата, когда Гарвард завещал деньги и книги колледжу.
Однако «идея о трех неправдах в лучшем случае является четвёртой, и, безусловно, большей ложью», как подробно описано в письме 1934 года к газете Гарвард кримсон от секретаря Гарвардского объединения и директора будущего 300-летнего празднования существования этого учебного заведения:
Факты, касающиеся отношения Джона Гарварда к основанию колледжа, совершенно не оспариваются, и нельзя сказать, что монумент перед Университетским залом каким-либо образом их нарушает. Изображения Джона Гарварда не сохранились, монумент [является «идеальным» образом].
Если основание университета должно быть датировано долей секунды, то, возможно, учреждение Гарварда должно быть зафиксировано падением молотка президента при объявлении о проведении голосования 28 октября 1636 г. Но если основание следует рассматривать как процесс, а не как отдельное событие, [тогда Джон Гарвард, благодаря своему завещанию «на самом раннем этапе появления колледжа и значительности пожертвования, по сравнению с любым другим вкладом, внесенным к тому времени, чтобы обеспечить его устойчивость»] имеет право считаться основателем. Генеральное собрание... признало этот факт, присвоив его имя колледжу.

Это — все известные факты, и хорошо бы, чтобы их понимали сыновья Гарварда. Они полностью поддерживают надпись на его монументе. Здесь нет никаких мифов.

## Спор об «идеализации»
Задача создания идеализированного образа Джона Гарварда обсуждалась Эллисом на собрании Массачусетского Исторического общества в октябре 1883 года: «К гениальности и мастерству художника предъявляются очень высокие требования... Работа должна быть полностью идеальной, на основе нескольких наводящих на размышления намеков, все они продиктованы изяществом, деликатностью, достоинством и благоговением. В полностью идеализированном художественном изображении исторической личности, формы, черты и облик которой не подтверждены, обязательно будет много неудовлетворительного. Но несколько фактов [точно известных], касающихся Гарварда, безусловно, помогут художнику.»
Но президент общества Роберт Чарльз Уинтроп не одобрил такую идею: «Это, должно быть, в целом причудливый набросок, «поддельное представление» — если использовать шекспировскую фразу — и в более чем одном смысле этого слова... Такие попытки сделать памятники для тех, после кого не только не осталось никаких портретов, но и никаких записей или воспоминаний, очень сомнительны... Такой курс действий может привести к путанице и мешать установлению исторической правды, и потомки не смогут решить, что подлинно, а что — простой вымысел... Мне кажется весьма ненадежной целесообразность придумать его и создать фигуру в соответствии с нашими представлениями о человеке».
Год спустя, в своей речи перед открытием того, что он назвал «симулякром, концепцией того, какими могли быть внешние очертания и форма Гарварда, исходя из того, что мы знаем о его внутреннем мире», Эллис ответил на критику Уинтропа: «Это изысканное бронзовое литье служит своей цели для созерцания, проявления мыслей и чувств через идеал в отсутствие реального... Это ни в коем случае не без разрешенного и одобренного прецедента, когда в отсутствие аутентичных портретов идеальное изображение заполняет пустоту в реальности. Это один из лучших вопросов между поэзией и прозой. Мудрые, почтенные, справедливые, благородные и святые никогда не жалуются на некоторые тонкие штрихи художника в оттенках или чертах лица, которые одухотворяют их красоту или усиливают их возвышенность, выраженную в реальном теле, — глаз, лоб, губа, профиль из бренной глины. Льстить не всегда значит фальсифицировать».
Однако если когда-нибудь «появится какой-либо подлинный портрет Джона Гарварда, здесь и сейчас можно предположить, что какой-нибудь щедрый друг, например, никогда не подведет нашу Альма-матер, несмотря на ее хроническую бедность, и сделает так, чтобы эту бронзу снова расплавили и заставили сказать всю известную правду с помощью огня».